# Black Diamond (trem)

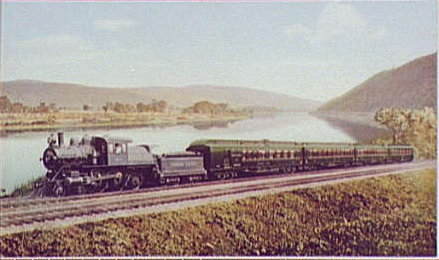
A Black Diamond Express em 1898.

A Black Diamond foi um trem emblemático da ferrovia Lehigh Valley Railroad (LV). Ela fazia o trajeto entre New York e Buffalo de 1896 até 1959, quando a Lehigh Valley reduziu para apenas quatro linhas principais.

## História
O serviço do "Diamante Negro" (Black Diamond) iniciou-se em 18 de maio de 1896, utilizando a ferrovia Pennsylvania Railroad (PRR) e a Estação Excharge Place a oeste como terminal, isso porque a Lehigh não possuía uma rota para Nova York. No ano de 1913, o trem foi forçado pela PRR a desocupar o trajeto e a estação, e a Lehigh alterou seu terminal para a ferrovia Central Railroad of New Jersey (CNJ). Passados cinco anos a United States Railroad Administration decidiu em 1918 a recolocação de todos os trens da Lehigh Valley na Estação Pennsylvania a fim de centralizar o trafico.
A Black Diamond competiu com os serviços oferecidos pela Delaware, Lackawanna and Westhern Railroad e a New York Central Railroad. Embora fosse mais lento que os outros, o seu nível de serviços recebeu apelidos como "o Trem Mão na Roda do Mundo" e "o Expresso Lua de Mel". Em 1940 o trem foi conduzido por uma locomotiva leve padronizada, de design concebido por Otto Kuhler, que também estilizou a locomotiva Pacific 4-6-2existente que conduzia o trem. A locomotiva Pacific 4-6-2 foi substituída por uma locomotiva ALCO PA-1, pintada nas cores vermelho com fundo preto. A Black Diamond tinha umas listras similares as usadas pela PRR GG1 "bigode de gato".
O trem realizou sua última viagem em 5 de maio de 1959, devido a corte de gastos nos serviços de transportes de passageiros da Lehigh Valley Railroad e posteriormente todos os outros trens também foram aposentados do serviço no dia 3 de fevereiro de 1961.

## A Origem do Nome
O nome do trem provinha de o modo como os barões das ferrovias chamavam o carvão combustível utilizado nas locomotivas a vapor, que para as ferrovias era o "Diamante Negro" ou "Black Diamond".

## Referência
- Wikipédia em inglês